# Randal Corsen

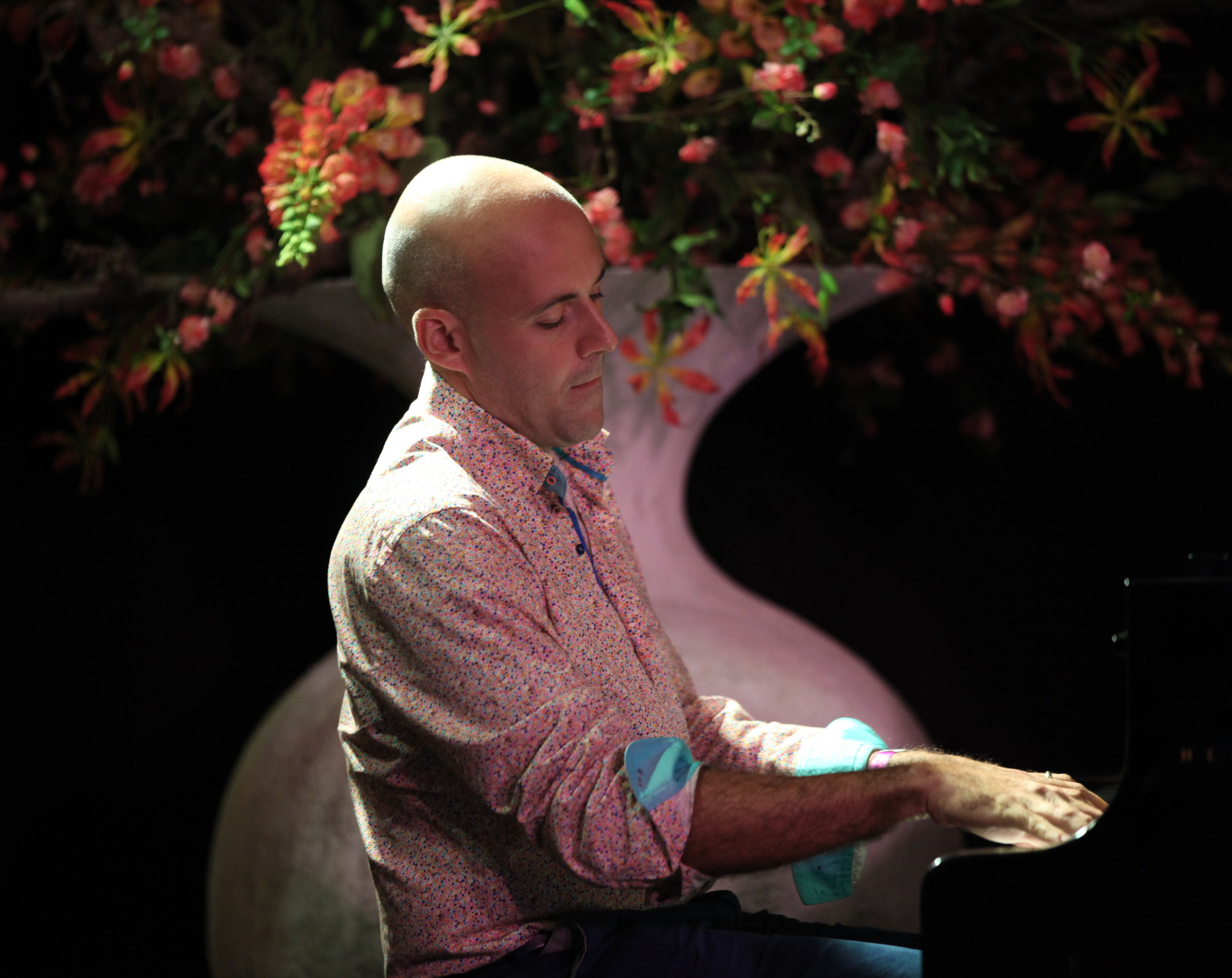
Randal Corsen, 2014

Randal Corsen (* 13. August 1972 auf Curaçao, Niederländische Antillen) ist ein niederländischer Jazzpianist und Komponist.
Der Urenkel des Dichters und Musikers Joseph Sickman Corsen studierte bis 1997 am Fontys Conservatorium in Tilburg bei Willem Kühne und Frans van der Tak. 1996 gründete er die Gruppe Cross Currents, mit der er im Folgejahr die Oranjeboom Jazz Competition in Breda gewann und die Alben Mixed Emotions (1997) und Sunú (1999) aufnahm.
Er arbeitete mit Musikern wie David Sánchez, Denise Jannah, Ronald Snijders, Roy Hargrove, Ignacio Berroa, Orestes Vilató, Lucas van Merwijk und dem Jazzorchesters des Concertgebouw in Amsterdam zusammen. Als Komponist arbeitete er u. a. für Izaline Calister, Tania Kross, das Latin-Jazz Quintett Bye-ya!, Gerardo Rosales und Martin Verdonk. Er komponierte und produzierte auch die Musik für den Film Zuleika (2003) von den Antillen.
Nach Auflösung der Cross Currents 2002 gründete Corsen 2004 die Gruppe Tumbábo, daneben leitete er Trio-, Quartett- und Quintettformationen. 2004 wurde er mit der höchsten Auszeichnung der Asosashon di Musiko Korsou, dem Musikverband von Curaçao ausgezeichnet und erhielt für das Album Evolushon (2003) den Edison Jazz Award. Er unterrichtet am Fontys Conservatorium in Tilburg und am Konservatorium Amsterdam.